# Endopterygota
Endopterygota  (do grego endon “dentro” + pterón, “asa”), também conhecido como holometábola, é uma superordem de Insetos incluídos na infraclasse Neoptera que passam por uma metamorfose radical chamada de holometabolismo ou metabolismo completo.
É considerado o subgrupo de Hexapoda mais rico em espécies abrangendo mais de 60% de todos os metazoários descritos  e 83% de todos os insetos existentes. Dentro de holometábola, as ordens Coleoptera (besouros, joaninhas), Diptera (moscas, mosquitos), Lepidoptera (borboletas, mariposas), e Hymenoptera (abelhas, vespas, formigas) compreendem juntas quase 800.000 espécies.
Os estágios imaturos dos insetos holometábolos são muito diferentes do estágio maduro. Em algumas espécies, o ciclo de vida holometábolo impede as larvas de competir com os adultos porque elas habitam diferentes nichos ecológicos. A morfologia e o comportamento de cada estágio são adaptados para diferentes atividades. Por exemplo, as características larvais maximizam a alimentação, o crescimento e o desenvolvimento, enquanto as características adultas permitem a dispersão, o acasalamento e a postura de ovos.

## Estágios de desenvolvimento
Em Endopterygota, os quatro estágios de desenvolvimento possuem características que diferem uma entre as outras, apresentando sua própria morfologia e função.

### Ovo
O primeiro estágio do ciclo de vida do inseto é o ovo, onde ocorre o desenvolvimento embrionário. O ovo começa como uma única célula que se divide por mitose e se desenvolve até a forma larval antes da eclosão. Alguns insetos se reproduzem por partenogênese  ou podem ser haplodiplóides e produzem ovos viáveis sem fertilização. O estágio de ovo na maioria dos insetos é muito curto, apenas alguns dias, sendo considerada sua contagem após a postura.

### Larva
O segundo estágio do ciclo de vida holometábolo é a larva, sendo marcado a eclosão do ovo o primeiro instar. Muitos insetos adultos põem seus ovos diretamente em uma fonte de alimento para que as larvas possam começar a comer assim que eclodem, características bem representadas em insetos com hábitos de parasitismo. As larvas têm como características não possuírem asas ou botões de asas, têm olhos simples, em vez de compostos. Na maioria das espécies, o estágio larval é móvel e tem formato vermiforme.

O estágio larval tem como objetivo o acúmulo de materiais e a energia necessários para o crescimento e a metamorfose, normalmente apresentam hábitos alimentares diferentes dos indivíduos adultos. A maioria dos insetos holometábolos passa por vários estágios larvais, ou instares, à medida que crescem e se desenvolvem, esses estágios podem parecer muito semelhantes e diferem principalmente em tamanho. As diferenças entre os estágios larvais são especialmente pronunciadas em insetos com hipermetamorfose. Holometábolos apresentam três formas comuns para suas larvas, que são: 

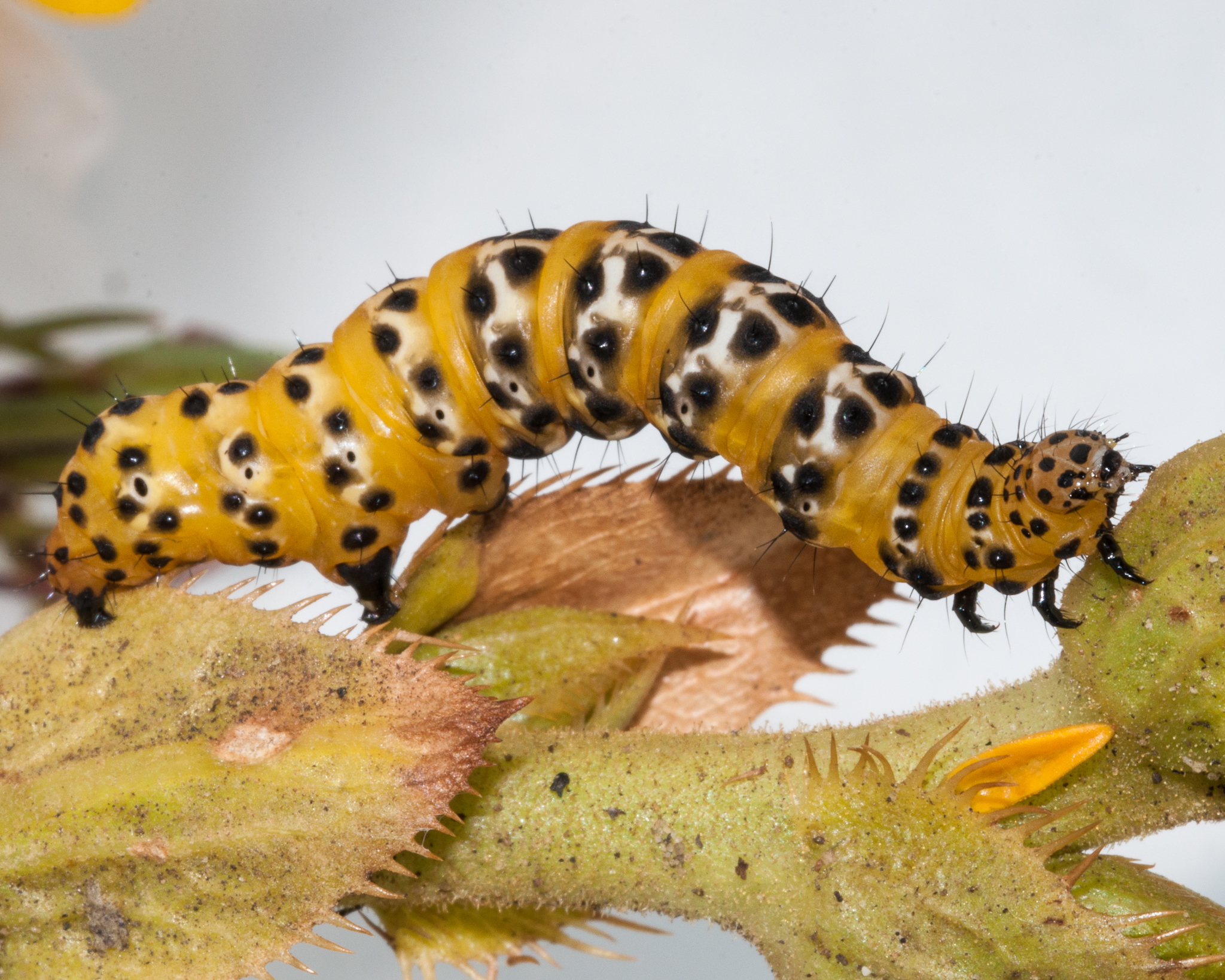
Larva polípode de Ctenoplusia lavendula

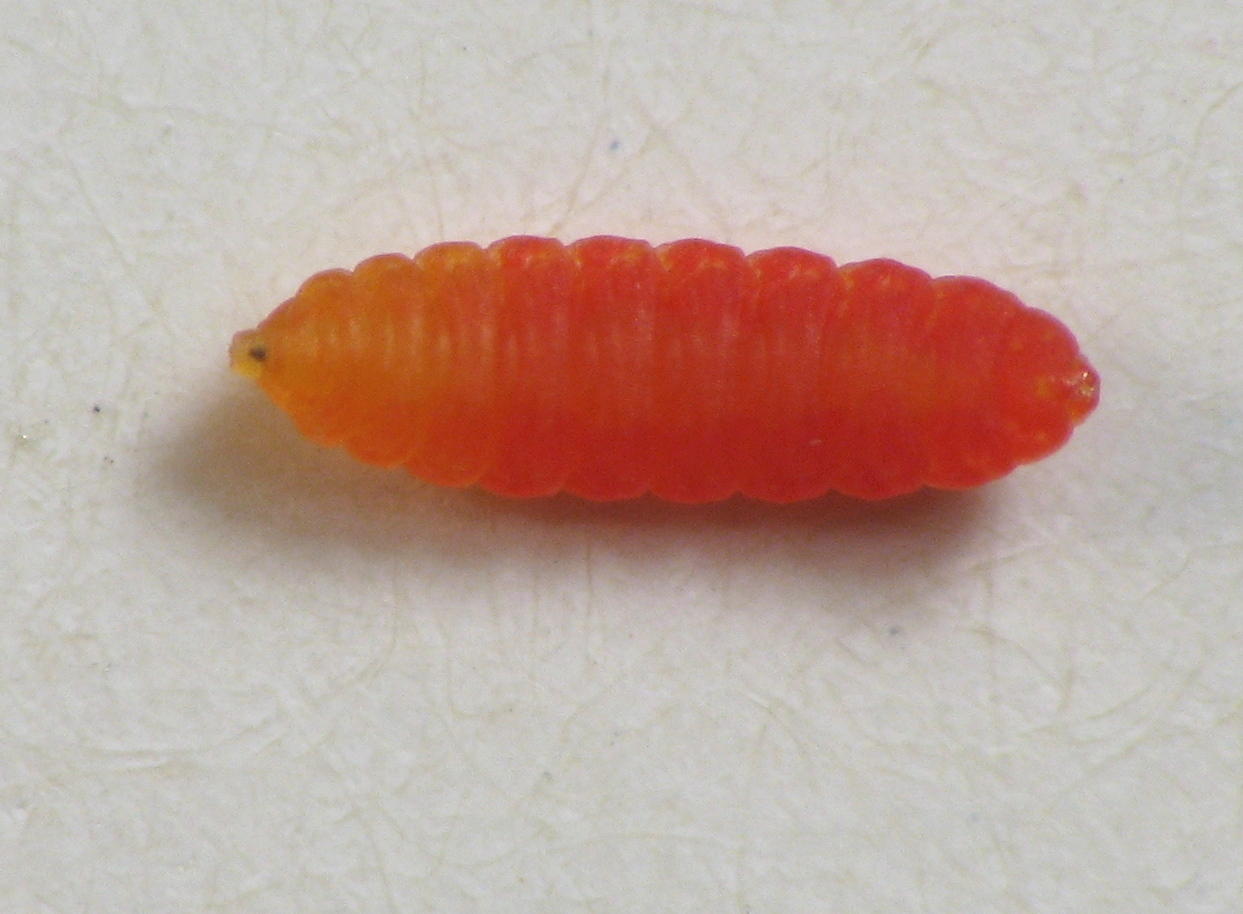
Larva ápode de Schizomyia racemicola

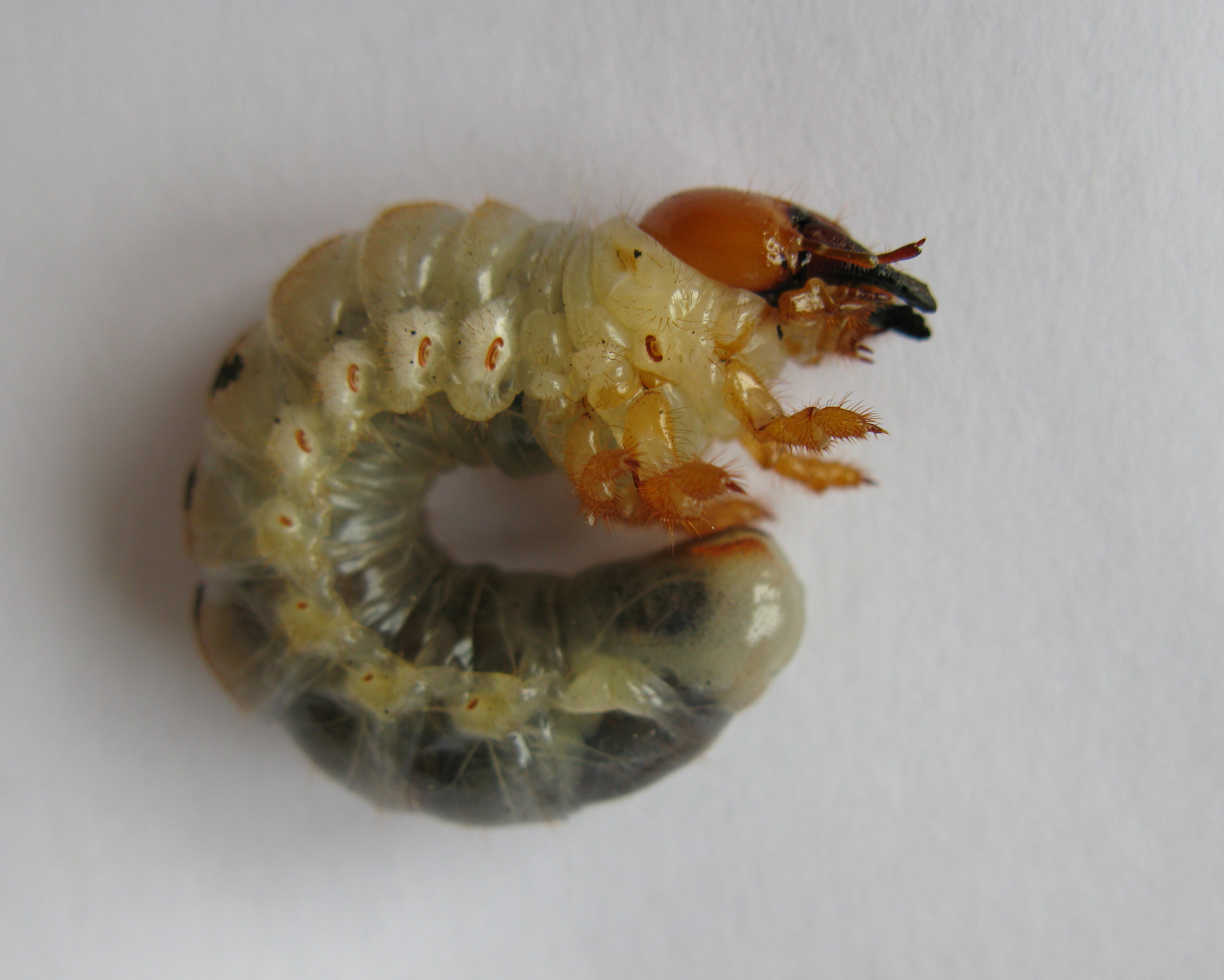
Larva oligópode de Lucanus cervus

- Polípodes: Apresentam corpo cilíndrico, pernas torácicas curtas e falsas pernas abdominais. Exemplo: lagartas de Lepidoptera.
- Oligópodes: Não apresentam as falsas pernas abdominais, apresentam pernas torácicas e possuem peças bucais prognatas.
- Ápodes: não tem pernas verdadeiras, geralmente vermiformes, habitando o solo ou outros indivíduos, como observado em parasitóides. O estágio larval final em alguns insetos é chamado de pré pupa. As pré-pupas não se alimentam e de um modo geral tornam-se inativos, formando um casulo ao redor de seu corpo, denominado pupa.[4]

### Pupa
Durante o estágio de pupa, característico de holometábola, ocorre uma metamorfose internamente, onde as estruturas adultas se desenvolvem a partir de certas estruturas larvais e discos imaginários, que podem variar entre os insetos. Os órgãos normalmente não encontrados anteriormente nos estágios larvais têm a tendência de se desenvolverem mais rapidamente, como exemplo são brotos alares. Existem alguns tipos de pupas, com características diferentes, que podem ter surgido de forma convergente em diferentes ordens. A maioria das pupas são exaratas: que seus apêndices não estão fortemente aderidos ao corpo, estes podem ser divididos em décticas (quando apresentam mandíbulas articuladas) e adécticas (mandíbulas não articuladas). As pupas restantes são chamadas de obtectas: em que seus apêndices são firmes ao corpo e apresentam uma cutícula mais esclerotizada.

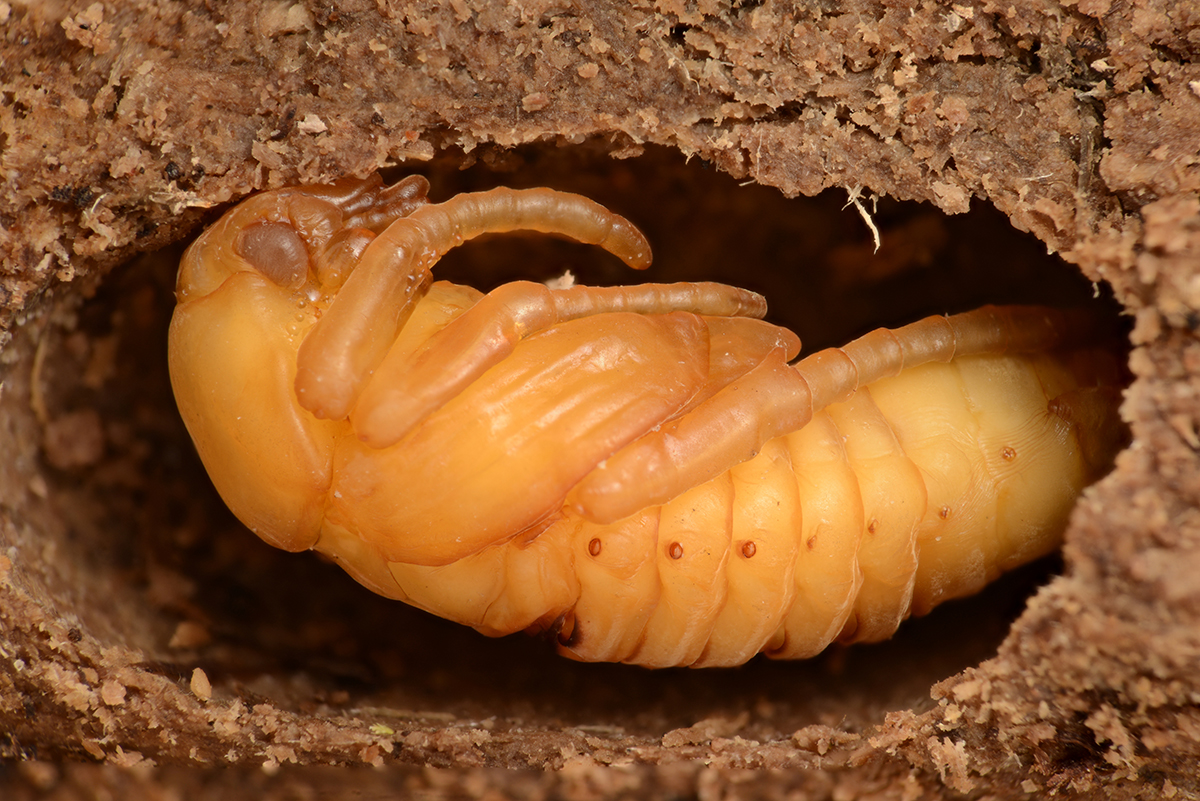
Pupa exarata de Trichius fasciatus

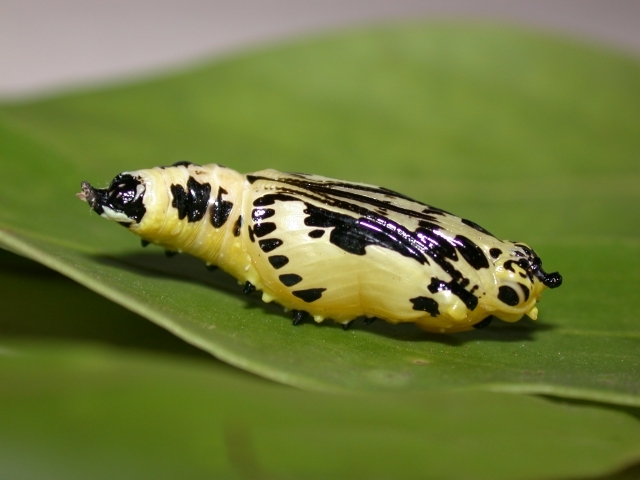
Pupa obtecta de Delias eucharis.

### Adulto
O estágio final do desenvolvimento do inseto holometábolo é o adulto, ou imago. A maioria dos insetos adultos tem asas (exceto quando perdidas secundariamente) e órgãos reprodutivos em funcionamento. A maioria dos insetos adultos cresce muito pouco após a eclosão da pupa. Alguns insetos adultos não se alimentam e se concentram inteiramente no acasalamento e na reprodução. Alguns insetos adultos são pós-mitóticos na emergência do adulto, com células em divisão restritas a órgãos específicos. Cyrtodiopsis dalmanni é uma dessas espécies, que se alimenta na fase adulta, mas não cresce em tamanho. A nutrição é utilizada em adultos para o crescimento das estruturas reprodutivas internas.

## Evolução

### Contexto evolutivo do desenvolvimento holometábolo
De acordo com as últimas reconstruções filogenéticas, os insetos holometábolos são monofiléticos,. o que sugere que a inovação evolutiva da metamorfose completa ocorreu apenas uma vez. No final do Carbonífero, e no Permiano (aproximadamente 300 Ma), a maioria dos pterigotos tinha desenvolvimento pós-embrionário que incluía estágios ninfais e o adulto separados, o que mostra que a hemimetabolia já havia evoluído. Os primeiros fósseis de insetos conhecidos que podem ser considerados holometábolos aparecem nas camadas do Permiano (aproximadamente 280 Ma). Estudos filogenéticos mostram que o grupo irmão de Endopterygota é paraneoptera, que inclui espécies hemimetábolas e vários grupos neometabolos. A hipótese evolutiva mais parcimoniosa é que os holometábolos se originaram de ancestrais hemimetábolos.

### Filogenia
O cladograma a seguir é baseado nas revisões feitas em 2014 de Peters  e Misof .
|  | Lepidoptera (borboletas, mariposas) |
|  |                                     |
|  | Trichoptera                         |
|  |                                     |

|  | Diptera (moscas, mosquitos...)                                      |
|  |                                                                     |
|  | \| \| Mecoptera \| \| \| \| \| \| Siphonaptera (pulgas) \| \| \| \| |
|  |                                                                     |
|  | Mecoptera                                                           |
|  |                                                                     |
|  | Siphonaptera (pulgas)                                               |
|  |                                                                     |

|  | Mecoptera             |
|  |                       |
|  | Siphonaptera (pulgas) |
|  |                       |

|  | Lepidoptera (borboletas, mariposas) |
|  |                                     |
|  | Trichoptera                         |
|  |                                     |

|  | Diptera (moscas, mosquitos...)                                      |
|  |                                                                     |
|  | \| \| Mecoptera \| \| \| \| \| \| Siphonaptera (pulgas) \| \| \| \| |
|  |                                                                     |
|  | Mecoptera                                                           |
|  |                                                                     |
|  | Siphonaptera (pulgas)                                               |
|  |                                                                     |

|  | Mecoptera             |
|  |                       |
|  | Siphonaptera (pulgas) |
|  |                       |

|  | Coleoptera (besouros, joaninhas...) |
|  |                                     |
|  | Strepsiptera                        |
|  |                                     |

|  | Raphidioptera                                                                                            |
|  | |
|  | \| \| Megaloptera \| \| \| \| \| \| Neuroptera (crisopídeos, bicho-lixeiro, formiga-leão...) \| \| \| \| |
|  | |
|  | Megaloptera                                                                                              |
|  | |
|  | Neuroptera (crisopídeos, bicho-lixeiro, formiga-leão...)                                                 |
|  | |

|  | Megaloptera                                              |
|  |                                                          |
|  | Neuroptera (crisopídeos, bicho-lixeiro, formiga-leão...) |
|  |                                                          |

|  | Coleoptera (besouros, joaninhas...) |
|  |                                     |
|  | Strepsiptera                        |
|  |                                     |

|  | Raphidioptera                                                                                            |
|  | |
|  | \| \| Megaloptera \| \| \| \| \| \| Neuroptera (crisopídeos, bicho-lixeiro, formiga-leão...) \| \| \| \| |
|  | |
|  | Megaloptera                                                                                              |
|  | |
|  | Neuroptera (crisopídeos, bicho-lixeiro, formiga-leão...)                                                 |
|  | |

|  | Megaloptera                                              |
|  |                                                          |
|  | Neuroptera (crisopídeos, bicho-lixeiro, formiga-leão...) |
|  |                                                          |

|  | Lepidoptera (borboletas, mariposas) |
|  |                                     |
|  | Trichoptera                         |
|  |                                     |

|  | Diptera (moscas, mosquitos...)                                      |
|  |                                                                     |
|  | \| \| Mecoptera \| \| \| \| \| \| Siphonaptera (pulgas) \| \| \| \| |
|  |                                                                     |
|  | Mecoptera                                                           |
|  |                                                                     |
|  | Siphonaptera (pulgas)                                               |
|  |                                                                     |

|  | Mecoptera             |
|  |                       |
|  | Siphonaptera (pulgas) |
|  |                       |

|  | Lepidoptera (borboletas, mariposas) |
|  |                                     |
|  | Trichoptera                         |
|  |                                     |

|  | Diptera (moscas, mosquitos...)                                      |
|  |                                                                     |
|  | \| \| Mecoptera \| \| \| \| \| \| Siphonaptera (pulgas) \| \| \| \| |
|  |                                                                     |
|  | Mecoptera                                                           |
|  |                                                                     |
|  | Siphonaptera (pulgas)                                               |
|  |                                                                     |

|  | Mecoptera             |
|  |                       |
|  | Siphonaptera (pulgas) |
|  |                       |

|  | Coleoptera (besouros, joaninhas...) |
|  |                                     |
|  | Strepsiptera                        |
|  |                                     |

|  | Raphidioptera                                                                                            |
|  | |
|  | \| \| Megaloptera \| \| \| \| \| \| Neuroptera (crisopídeos, bicho-lixeiro, formiga-leão...) \| \| \| \| |
|  | |
|  | Megaloptera                                                                                              |
|  | |
|  | Neuroptera (crisopídeos, bicho-lixeiro, formiga-leão...)                                                 |
|  | |

|  | Megaloptera                                              |
|  |                                                          |
|  | Neuroptera (crisopídeos, bicho-lixeiro, formiga-leão...) |
|  |                                                          |

|  | Coleoptera (besouros, joaninhas...) |
|  |                                     |
|  | Strepsiptera                        |
|  |                                     |

|  | Raphidioptera                                                                                            |
|  | |
|  | \| \| Megaloptera \| \| \| \| \| \| Neuroptera (crisopídeos, bicho-lixeiro, formiga-leão...) \| \| \| \| |
|  | |
|  | Megaloptera                                                                                              |
|  | |
|  | Neuroptera (crisopídeos, bicho-lixeiro, formiga-leão...)                                                 |
|  | |

|  | Megaloptera                                              |
|  |                                                          |
|  | Neuroptera (crisopídeos, bicho-lixeiro, formiga-leão...) |
|  |                                                          |

|  | Lepidoptera (borboletas, mariposas) |
|  |                                     |
|  | Trichoptera                         |
|  |                                     |

|  | Diptera (moscas, mosquitos...)                                      |
|  |                                                                     |
|  | \| \| Mecoptera \| \| \| \| \| \| Siphonaptera (pulgas) \| \| \| \| |
|  |                                                                     |
|  | Mecoptera                                                           |
|  |                                                                     |
|  | Siphonaptera (pulgas)                                               |
|  |                                                                     |

|  | Mecoptera             |
|  |                       |
|  | Siphonaptera (pulgas) |
|  |                       |

|  | Lepidoptera (borboletas, mariposas) |
|  |                                     |
|  | Trichoptera                         |
|  |                                     |

|  | Diptera (moscas, mosquitos...)                                      |
|  |                                                                     |
|  | \| \| Mecoptera \| \| \| \| \| \| Siphonaptera (pulgas) \| \| \| \| |
|  |                                                                     |
|  | Mecoptera                                                           |
|  |                                                                     |
|  | Siphonaptera (pulgas)                                               |
|  |                                                                     |

|  | Mecoptera             |
|  |                       |
|  | Siphonaptera (pulgas) |
|  |                       |

|  | Coleoptera (besouros, joaninhas...) |
|  |                                     |
|  | Strepsiptera                        |
|  |                                     |

|  | Raphidioptera                                                                                            |
|  | |
|  | \| \| Megaloptera \| \| \| \| \| \| Neuroptera (crisopídeos, bicho-lixeiro, formiga-leão...) \| \| \| \| |
|  | |
|  | Megaloptera                                                                                              |
|  | |
|  | Neuroptera (crisopídeos, bicho-lixeiro, formiga-leão...)                                                 |
|  | |

|  | Megaloptera                                              |
|  |                                                          |
|  | Neuroptera (crisopídeos, bicho-lixeiro, formiga-leão...) |
|  |                                                          |

|  | Coleoptera (besouros, joaninhas...) |
|  |                                     |
|  | Strepsiptera                        |
|  |                                     |

|  | Raphidioptera                                                                                            |
|  | |
|  | \| \| Megaloptera \| \| \| \| \| \| Neuroptera (crisopídeos, bicho-lixeiro, formiga-leão...) \| \| \| \| |
|  | |
|  | Megaloptera                                                                                              |
|  | |
|  | Neuroptera (crisopídeos, bicho-lixeiro, formiga-leão...)                                                 |
|  | |

|  | Megaloptera                                              |
|  |                                                          |
|  | Neuroptera (crisopídeos, bicho-lixeiro, formiga-leão...) |
|  |                                                          |

|  | Lepidoptera (borboletas, mariposas) |
|  |                                     |
|  | Trichoptera                         |
|  |                                     |

|  | Diptera (moscas, mosquitos...)                                      |
|  |                                                                     |
|  | \| \| Mecoptera \| \| \| \| \| \| Siphonaptera (pulgas) \| \| \| \| |
|  |                                                                     |
|  | Mecoptera                                                           |
|  |                                                                     |
|  | Siphonaptera (pulgas)                                               |
|  |                                                                     |

|  | Mecoptera             |
|  |                       |
|  | Siphonaptera (pulgas) |
|  |                       |

|  | Lepidoptera (borboletas, mariposas) |
|  |                                     |
|  | Trichoptera                         |
|  |                                     |

|  | Diptera (moscas, mosquitos...)                                      |
|  |                                                                     |
|  | \| \| Mecoptera \| \| \| \| \| \| Siphonaptera (pulgas) \| \| \| \| |
|  |                                                                     |
|  | Mecoptera                                                           |
|  |                                                                     |
|  | Siphonaptera (pulgas)                                               |
|  |                                                                     |

|  | Mecoptera             |
|  |                       |
|  | Siphonaptera (pulgas) |
|  |                       |

|  | Coleoptera (besouros, joaninhas...) |
|  |                                     |
|  | Strepsiptera                        |
|  |                                     |

|  | Raphidioptera                                                                                            |
|  | |
|  | \| \| Megaloptera \| \| \| \| \| \| Neuroptera (crisopídeos, bicho-lixeiro, formiga-leão...) \| \| \| \| |
|  | |
|  | Megaloptera                                                                                              |
|  | |
|  | Neuroptera (crisopídeos, bicho-lixeiro, formiga-leão...)                                                 |
|  | |

|  | Megaloptera                                              |
|  |                                                          |
|  | Neuroptera (crisopídeos, bicho-lixeiro, formiga-leão...) |
|  |                                                          |

|  | Coleoptera (besouros, joaninhas...) |
|  |                                     |
|  | Strepsiptera                        |
|  |                                     |

|  | Raphidioptera                                                                                            |
|  | |
|  | \| \| Megaloptera \| \| \| \| \| \| Neuroptera (crisopídeos, bicho-lixeiro, formiga-leão...) \| \| \| \| |
|  | |
|  | Megaloptera                                                                                              |
|  | |
|  | Neuroptera (crisopídeos, bicho-lixeiro, formiga-leão...)                                                 |
|  | |

|  | Megaloptera                                              |
|  |                                                          |
|  | Neuroptera (crisopídeos, bicho-lixeiro, formiga-leão...) |
|  |                                                          |